# Myosurus cupulatus
Myosurus cupulatus là một loài thực vật có hoa trong họ Mao lương. Loài này được S. Watson mô tả khoa học đầu tiên năm 1882.